# Classe Shang
La classe Tipo 093, nome in codice NATO classe Shang, è una classe di sottomarini nucleari d'attacco sviluppata dalla Marina dell'Esercito Popolare di Liberazione cinese.
Queste unità andranno a rimpiazzare la precedente classe Tipo 91, nome in codice NATO Han.

## Storia
L'unità capoclasse venne varata, probabilmente, nel 2002.
Il progetto venne approvato e la costruzione del primo battello iniziata in grande segretezza nel 1995/96 ai cantieri Boihai, con il varo nel 2002. Inizialmente si pensava che i progettisti cinesi si fossero ispirati alla classe Victor III ma sembra tuttavia che lo Shang abbia maggiori somiglianze con gli Akula. Si ritiene abbia una lunghezza di 110 metri, un dislocamento in immersione di 7000 tonnellate e una velocità di 30-35 nodi, caratteristiche comparabili a quelle dei sottomarini statunitensi della classe Los Angeles. L'armamento è probabilmente costituito da 6 tubi da 533 mm. Due battelli di questa classe sono già in servizio e saranno seguiti da altri 4 nei prossimi anni. Dalla classe 093 deriva anche il sottomarino lanciamissili 094 Jin. È già in sviluppo il successore, denominato Tipo 095.
Secondo fonti d'intelligence britanniche riportate dal Daily Mail una unità di questa classe il 21 agosto 2023, alle ore 08:12 locali, nelle acque del Mar Giallo pare essere rimasta impigliata in una trappola per sottomarini precedentemente posizionata proprio dalle stesse forze navali cinesi contro eventuali intrusioni spionistiche di sottomarini statunitensi e/o di paesi alleati degli USA.  Nello specifico il sottomarino cinese  avrebbe colpito una catena e un ostacolo di ancoraggio utilizzati dalla Marina cinese per intrappolare eventuali sottomarini nemici. L'impatto avrebbe quindi provocato seri danni ai sistemi del sottomarino che avrebbero richiesto sei ore di riparazioni soltanto per farlo riemergere. 55 membri dell'equipaggio, tra i quali il comandante dell'unità, capitano colonnello Xue Yong-Peng, sarebbero morti in seguito ad un catastrofico guasto ai sistemi di aerazione  del sottomarino che li avrebbe avvelenati o asfissiati. Ancora non è chiaro se l'unità sia stata recuperata o se sia andata definitivamente perduta a causa  dell'incidente.